# Torchamp
Torchamp är en kommun i departementet Orne i regionen Normandie i nordvästra Frankrike. Kommunen ligger i kantonen Passais som tillhör arrondissementet Alençon. År 2022 hade Torchamp 300 invånare.

## Befolkningsutveckling
Antalet invånare i kommunen Torchamp
| Referens: INSEE |